# Junkers Ju 388
Le Junkers Ju 388 Störtebeker est un avion militaire de la Seconde Guerre mondiale.

## Conception
Le projet « Hubertus » a vu le jour en septembre 1943, il s'est décliné en trois types : le « type L » pour la reconnaissance, le « type J » pour la chasse de nuit et le « type K » pour le bombardement. C'est le type L qui fut le plus employé. Il fut construit dans les usines ATG de Mersebourg et Weser de Brême.
Cet avion possédait des moteurs turbocompressés qui donnaient leur meilleur rendement au-dessus de 10 000 m.
Les bombardiers, bien que construits en grand nombre, ne seront pas mis en service, la préférence ayant été pour le type J, qui continuera à être construit même quand tous les autres types seront annulés en juillet 1944 (excepté les chasseurs de défense).
Contrairement au type L, le type J avait des moteurs Junkers Jumo 213 qui étaient des V12 inversés de 1 750 ch.
Leur armement est constitué de deux canons de 30 mm, deux Mauser MG 151 fixes et tirant vers l'avant, ainsi que deux MG 151 tirant en oblique au-dessus du fuselage. Certains auront en plus une barbette de queue avec des Rheinmetall-Borsig MG 131 jumelées